# Індоєвропейські мови

Країни, в котрих більшість людей говорять індоєвропейськими мовами
Країни, в котрих індоєвропейські мови мають офіційний статус, а мовці складають меншість
Країни, в котрих значні мовні меншості говорять індоєвропейськими мовами, які не мають офіційного статусу

Індоєвропейські мови

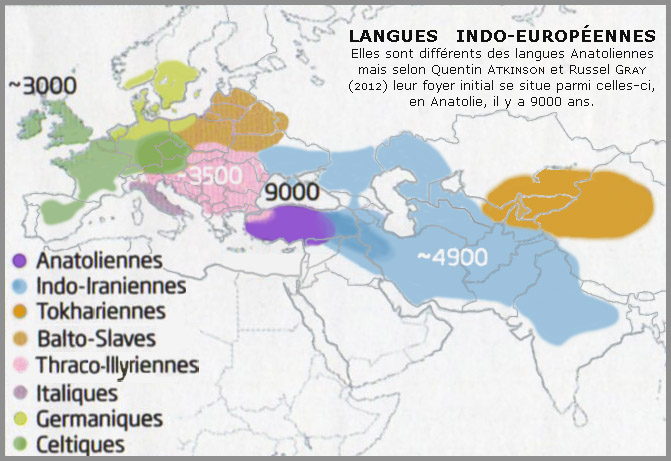

Індоєвропе́йські мо́ви — найпоширеніша родина споріднених мов родом із Західної та Південної Євразії, які вважаються нащадками праіндоєвропейської. Представлена на всіх населених континентах Землі, число носіїв перевищує 2,5 млрд. За гіпотезами деяких сучасних лінгвістів, є частиною макросім'ї ностратичних мов. Деякі європейські мови цієї сім'ї, такі як англійська, французька, португальська, російська, нідерландська й іспанська, поширилися внаслідок колоніалізму в сучасний період, і тепер ними розмовляють на декількох континентах. Офіційний статус ділиться на кілька гілок або підродин, з яких є вісім груп з живими сьогодні мовами: албанська, вірменська, балто-слов'янські, кельтські, германські, еллінські, індоіранські та італійські; і ще шість підрозділів, які вимерли.
Сьогодні найбільш поширеними окремими мовами є англійська, гіндустані, іспанська, бенгалі, французька, російська, португальська, німецька, перська і пенджабі, кожною з яких розмовляють понад 100 млн осіб. Однак багато інших малих індоєвропейських мов перебувають під загрозою зникнення: наприклад, корнською мовою розмовляє менше 3500 осіб.
У цілому 46 % населення світу (3,2 мільярда) розмовляють індоєвропейськими мовами як першою мовою спілкування, що на сьогоднішній день є найвищим серед усіх мовних родин. За оцінкою Ethnologue, існує близько 445 живих індоєвропейських мов, з яких понад дві третини (313) належать до індоіранської гілки.
Всі індоєвропейські мови походять від єдиної доісторичної мови — праіндоєвропейської мови, якою розмовляли колись в епоху неоліту. Невідомо, чи індоєвропейська сім'я пов'язана з якою-небудь іншою мовною родиною більш віддаленим генетичним спорідненістю, хоча було зроблено кілька спірних пропозицій на цей рахунок.
Протягом XIX століття лінгвістична концепція індоєвропейських мов часто використовувалася як взаємозамінні з расовими концепціями арійців і яфетітів.

## Назва
Термін індоєвропейські мови (англ. Indo-European languages) був уперше запроваджений англійським дослідником Томасом Юнгом в 1813 році. У німецькомовній літературі частіше використовується термін індогерманські мови (нім. indogermanische Sprachen). Іноді раніше індоєвропейські мови називалися «арійськими», проте зараз цим терміном називається підродина індоєвропейських мов, що включає нуристанську гілку та індоіранські мови.

## Класифікація
Належність окремих мов і мовних груп до родини індоєвропейських мов визначається на підставі подібності їхньої структури, досліджуваної за допомогою порівняльно-історичного методу і пояснюваної як результат їх походження від єдиної у минулому індоєвропейської прамови.
За ознаками ближчої спорідненості індоєвропейські мови поділяються на групи мов і окремі мови на рівні груп.
Існує 7 груп живих індоєвропейських мов і 3 окремі мови, до яких належать також відомі з історії близькоспоріднені з ними мертві мови, що були попередніми етапами розвитку сучасних мов або належали до відповідних груп як самостійні мови.
Найбільшу групу живих індоєвропейських мов становлять індійські мови — 96, якими розмовляє понад 770 млн людей. До них належать мови гінді та урду (2 різновиди єдиної літературної мови в Індії і Пакистані), бенгалі, пенджабі, маратхі, гуджараті, орія, асамі, синдхі, циганська та ін., а також мови шастр (священних текстів) — ведійська і санскрит, на яких збереглося багато письмових пам'яток.
До групи іранських мов належать живі мови — перська (фарсі), таджицька, дарі (фарсі-кабулі), афганська (пушту), осетинська, ягнобська, курдська, белуджійська, талиська, ряд памірських мов та ін. (всього 81 млн носіїв) і мертві мови — авестійська, мідійська, давньоперська, середньоперська (пахлеві), парфянська, согдійська, хорезмійська, скіфська, аланська, сакська (хотанська). На підставі ряду спільних структур, ознак іранські мови об'єднуються з індійськими в індоіранські мови: є припущення щодо їхнього походження від колишньої мовної єдності.
Балто-слов'янські мови (від прабалто-слов'янської), на думку більшости індоєвропеїстів, утворюють філогенетичну одиницю, тоді як меншість приписує їхню подібність тривалому мовному контакту.
- Слов'янські (від праслов'янської), засвідчена з 9 століття нашої ери (можливо, раніше) найдавнішими текстами старослов'янською мовою. До слов'янських мов належать:
  - західнослов'янські: кашубська, лужицька (верхньолужицька та нижньолужицька), польська, сілезька, словацька, чеська
  - східнослов'янські: білоруська, російська, русинська, українська
  - південнослов'янські: сербохорватська (боснійська, сербська, хорватська та чорногорська), словенська мова (західний діалект) і болгарська, македонська, староцерковнослов'янська†, церковнослов'янська†, місцеві різновиди, в тому числі київський ізвод (східна підгрупа).
- Балтійські (від прабалтійської), датуються 14 століттям нашої ери; хоча і засвідчені відносно недавно, вони зберігають багато архаїчні риси, приписувані праіндоєвропейської. Західнобалтійські мови є мертвими мовами, а живими східнобалтійські — жмудська, латґальська, латвійська, литовська.

До групи германських мов (бл. 550 млн носіїв) належать живі мови: англійська — друга (після китайської) за поширеністю у світі, німецька, нідерландська, фризька, люксембурзька, африкаанс, їдиш, шведська, данська, норвезька, ісландська, фарерська і мертві — готська†, бургундська†, вандальська†, гепідська†, герульська† та інші.
Романська група мов (576 млн носіїв) представлена живими мовами — французькою, провансальською (окситанською), італійською, сардинською (сардською), іспанською, каталанською, португальською, румунською, аромунською, ретороманською, рядом креольських мов. Усі романські мови розвинулися на основі латинської мови, літературна форма якої відома тепер за численними писемними пам'ятками і застосовується досі як мова католицької літургії та (обмежено) як міжнародна мова науки. Латинська мова разом з мертвими мовами оскською й умбрською утворювали групу італьських мов.
Кельтська група мов складається з малопоширених живих мов — ірландської, гельської (шотландської), валлійської, бретонської, менської, корнської і мертвих кельтіберської†, лепонтійської†, галльської†. У минулому кельтські мови були поширені на великій території Європи — від нинішньої Великої Британії до Карпат і Балкан. У структурі кельтських мов є ряд спільних ознак з італьськими мовами, з якими їх звичайно об'єднують у загальнішу італо-кельтську групу.
Грецька мова (12,2 млн носіїв) посідає серед індоєвропейських мов окреме місце на рівні мовної групи. В її історії виділяються давньогрецький (давньогрецька мова) і середньогрецький (візантійський) періоди.
Албанська мова (4,9 млн носіїв) генетично пов'язана з мертвими іллірійською та мессапською мовами.
Вірменська мова (понад 6 млн носіїв) вважається наступницею колишньої мови хайаса-арменів у складі держави Урарту.
Численними писемними пам'ятками представлені дві групи повністю вимерлих індоєвропейських мов — анатолійська, або хетсько-лувійська (мови хетська клинописна, або неситська, лувійська клинописна, палайська, ієрогліфічна хетська, лідійська, лікійська, карійська, сидетська, пісидійська) і тохарська (мови тохарська А, або карашарська, чи турфанська, і тохарська В, або кучанська). Менше відомостей збереглося про інші мертві індоєвропейські мови — фригійську, фракійську, іллірійську, мессапську, венетську.
Протягом тривалого розвитку після розпаду прамови, що мала високорозвинену будову синтетичного типу, індоєвропейські мови зазнали значного будовного розрізнення — від синтетизму (найкраще збереженого в балто-слов'янських мовах) до аналітизму (найбільше розвиненого в африкаанс), від фузійності багатьох давніх індоєвропейських мов до аглютинації у нових індійських та іранських мовах. Істотні відмінності з'явилися також у фонетиці індоєвропейських мов. Існує думка (зокрема, докладно обґрунтована російським мовознавцем В. Іллічем-Світичем) про належність Індоєвропейських мов разом з афразійськими, уральськими, алтайськими, дравідськими і картвельськими до ширшої «надродини» т.з. ностратичних мов.

### Підручники й загальні огляди
- Дорошенко С. І., Дудик П. С. Вступ до мовознавства. К., 1974;
- Гамкрелидзе Т. В., Иванов Вячеслав Всеволодович. Индоевропейский язык и индоевропейцы, ч. 1 — 2. Тбилиси, 1984.Том I (9,1 Мб, djvu), Том II (16,3 Мб, djvu)
- Мейе А. Введение в сравнительное изучение индоевропейских языков. 4-е изд., М., 2007.
- Robert S. P. Beekes: Comparative Indo-European Linguistics. An Introduction. Benjamins, Amsterdam 1995, ISBN 1-55619-505-2
- Michael Meier-Brügger, Hans Krahe: Indogermanische Sprachwissenschaft. Walter de Gruyter, Berlin 2002 (8. Aufl.), ISBN 3-11-017243-7
- Warren Cowgill: Indogermanische Grammatik. Bd I: Einleitung; Bd II: Lautlehre. Begr. v. Jerzy Kuryłowicz, Hrsg.: Manfred Mayrhofer. Indogermanische Bibliothek, Reihe 1, Lehr- und Handbücher. Winter, Heidelberg 1986.
- Bertold Delbrück: Einleitung in das Studium der indogermanischen Sprachen. Ein Beitrag zur Geschichte und Methodik der vergleichenden Sprachforschung. Bibliothek indogermanischer Grammatiken. Bd 4. Breitkopf & Härtel, Leipzig 1919 (6. Aufl.).
- August Schleicher: Compendium der vergleichenden Grammatik der indogermanischen Sprachen. Böhlau, Weimar 1861/62, Olms, Hildesheim 1974 (Nachdr.), ISBN 3-487-05382-9
- Oswald Szemerényi: Einführung in die vergleichende Sprachwissenschaft. Wissenschaftliche Buchgesellschaft, Darmstadt 1990 (4. Aufl.), ISBN 3-534-04216-6
- Eva Tichy: Indogermanistisches Grundwissen. Hempen, Bremen 2000, ISBN 3-934106-14-5.
- Harald Wiese: Eine Zeitreise zu den Ursprüngen unserer Sprache. Wie die Indogermanistik unsere Wörter erklärt, Logos Verlag, Berlin 2010, 2. Auflage, ISBN 978-3-8325-1601-7.

### Прамова та археологія індоєвропейців
- Мурзин В. Ю. У колыбели наших предков // Мелітопольський краєзнавчий журнал, 2018, № 13, с. 3-7
- Elisabeth Hamel: Das Werden der Völker in Europa, Forschungen aus Archäologie, Sprachwissenschaft und Genetik. Tenea Verlag Ltd., Berlin 2007, ISBN 978-3-86504-126-5
- Linus Brunner: «Die gemeinsamen Wurzeln des semitischen und indogermanischen Wortschatzes — Versuch einer Etymologie». Francke, Bern, München 1969.
- Luigi Luca Cavalli-Sforza: Gene, Völker und Sprachen. Die biologischen Grundlagen unserer Zivilisation. dtv, München 2001, ISBN 3-423-33061-9
- John V. Day: Indo-European origins. The anthropological evidence. The Institute for the Study of Man, Washington DC 2001, ISBN 0-941694-75-5
- Thomas W. Gamkrelidse, Wjatscheslaw Iwanow: Die Frühgeschichte der indoeuropäischen Sprachen. In: Spektrum der Wissenschaft. Dossier. Die Evolution der Sprachen. Spektrumverlag, Heidelberg 2000,1, S. 50–57. ISSN 0947-7934
- Marija Gimbutas: The Kurgan Culture and the Indo-Europeanization of Europe. Selected Articles from 1952 to 1993. Institute for the Study of Man, Washington 1997, ISBN 0-941694-56-9
- Marija Gimbutas: Das Ende Alteuropas. Der Einfall von Steppennomaden aus Südrussland und die Indogermanisierung Mitteleuropas. in: Archeolingua. series minor 6. jointly ed. by the Archaeological Institute of Hungarian Academy of Sciences and the Linguistic Institute of the University of Innsbruck. Archaeolingua Alapítvány, Budapest 1994 (auch als Buch). ISSN 1216-6847 ISBN 3-85124-171-1
- Milan Machovec: Heimat Indoeuropa: Das Leben unserer Vorfahren aufgrund eines Vergleichs einzelner Sprachen. Verlagsatelier Wagner, Linz 2002, ISBN 3-9500891-9-5
- James P. Mallory: In Search of the Indo-Europeans. Language, Archaeology and Myth. Thames & Hudson, London 1991, ISBN 0-500-27616-1
- James P. Mallory, D. Q. Adams (Hrsg.): Encyclopedia of Indo-European Culture. Fitzroy Dearborn, London 1997, ISBN 1-884964-98-2
- Georges-Jean Pinault: La langue poétique indo-européenne — actes du colloque de travail de la Société des Études Indo-Européennes, Leuven, Peeters, 2006, ISBN 90-429-1781-4
- Colin Renfrew: Die Indoeuropäer – aus archäologischer Sicht. in: Spektrum der Wissenschaft. Dossier. Die Evolution der Sprachen. Spektrumverlag, Heidelberg 2000,1, S. 40–48. ISSN 0947-7934
- Colin Renfrew: Archaeology and Language. The Puzzle of Indo-European Origins. University Press, Cambridge 1995, ISBN 0-521-38675-6
- Reinhard Schmoeckel: Die Indoeuropäer. Bastei Lübbe, Bergisch Gladbach 1999, ISBN 3-404-64162-0
- Elmar Seebold: «Versuch über die Herkunft der indogermanischen Verbalendungssysteme». In: Zeitschrift für vgl. Sprachforschung 85-2:185-210.

### Словники
- Schrader O. Reallexikon der indogermanischen Altertumskunde. 2 Aufl. В.; Lpz., 1917—1929. Bd 1-2;
- Pokorny J. Indogermanisches etymologisches Wörterbuch. Bern; Münch., 1950—1969. Lfg 1- 18.
- Indo-European Etymological Dictionary (IEED). Leiden, Netherlands: Department of Comparative Indo-European Linguistics, Leiden University. Архів оригіналу за 7 лютого 2006. Процитовано 14 грудня 2009.
- Indo-European Roots Index. The American Heritage Dictionary of the English Language (вид. Fourth). Internet Archive: Wayback Machine. 22 серпня 2008 [2000]. Архів оригіналу за 26 липня 2008. Процитовано 9 грудня 2009.
- Köbler, Gerhard (2000). Indogermanisches Wörterbuch (Німецька)  (вид. 3. Auflage). Gerhard Köbler. Архів оригіналу за 22 червня 2013. Процитовано 14 грудня 2009.
- Schalin, Johan (2009). Lexicon of Early Indo-European Loanwords Preserved in Finnish. Johan Schalin. Архів оригіналу за 22 червня 2013. Процитовано 9 грудня 2009.
- Еміль Бенвеніст * Словник індоєвропейських соціальних термінів. М., 1995.
- Маковский М. М. Сравнительный словарь мифологической символики в индоевропейских языках, Образ мира и миры образов, Москва: Гуманитарный издат. центр ВЛАДОС, 1996. — 415 с.